# Harlan (Kentucky)
Harlan ist eine Stadt im Harlan County im US-Bundesstaat Kentucky. Das U.S. Census Bureau ermittelte bei der Volkszählung 2020 eine Einwohnerzahl von 1776.
Die Kleinstadt ist Bezirkshauptstadt (County Seat) des gleichnamigen County und – neben Greenup und Henderson – eine der drei Bezirkshauptstädte in Kentucky, bei denen Stadt- und County-Namen miteinander übereinstimmen.

## Lage und Geografie
Harlan liegt in der westlichen, nicht ganz so bergigen Hälfte des Harlan County am Zusammenfluss von Martins Fork und Clover Fork Cumberland River. Am nördlichen Ende der Stadt kreuzen sich die beiden US-Bundesstraßen Route 421 und Route 119, die beiden wichtigsten Verbindungsstraßen des County. Erstere durchzieht das County von Nord nach Süd, letztere von Ost nach West. Unmittelbare Nachbarorte, von Norden im Uhrzeigersinn sind: Baxter, Rosspoint, Brookside, Chevrolet, Grays Knob, Mary Alice, South Wallins, Wallins Creek und Loyal.
Ebenso wie das Klima in der Appalachenregion insgesamt wird auch das in Harlan bestimmt von warmen, feuchten Sommern sowie milden bis kalten Wintern. Dem Köppen-Schema gemäß liegt Harlan in der Ostseiten-Klimazone – einer Variante des subtropischen Klimas, das die US-Ostküste ebenso prägt wie die südatlantischen Bereiche Südamerikas, Teile Oberitaliens, den Osten Australiens und Zentralchina.

## Geschichte
Ebenso wie andere Teile Ostkentuckys wurde auch die Region um Harlan vorwiegend von englisch-, schottisch- und irischstämmigen Siedlern aus Virginia besiedelt, welche im 18. Jahrhundert über die Appalachen zogen und sich westlich der Berghänge niederließen. Die Ansiedlung mit dem späteren Namen Harlan wurde 1796 von Samuel und Chloe Howard begründet. Ursprünglicher Name der neuen Ansiedlung war Mt. Pleasant. Da diese Bezeichnung in Kentucky oft Verwendung fand und daher nicht sehr eindeutig war, erhielt das Postamt die Bezeichnung des Countys. Das County selbst wurde 1819 gebildet aus Teilen des Floyd County und des Knox County. Namensgeber war Silas Harlan, ein früher Siedler und Befehlshaber der Kontinentalarmee im Amerikanischen Unabhängigkeitskrieg, der 1782 bei der Schlacht von Blue Licks – einem der letzten Gefechte im Unabhängigkeitskrieg – gefallen war.
Ebenso wie die restlichen Flecken am Westrand der Appalachen war auch Mt. Pleasant von Subsistenzwirtschaft geprägt und wuchs entsprechend langsam. Während des Bürgerkriegs geriet die Stadt und die umliegende Region zeitweilig unter die Ägide konföderierter Truppen. 1863 brannten konföderierte Guerillaverbände das Verwaltungsgebäude der Stadt nieder – als Vergeltung für eine gleichartige Aktion in Lee County, Virginia. In den Jahrzehnten nach dem Bürgerkrieg dehnte sich die Stadtfläche weiter aus – vor allem in Richtung Südosten entlang des (von Osten aus in den Martins Fork einfließenden) Clover Fork. 1886 wurde in der Central Street ein neues Rathaus erbaut. Überregionale Aufmerksamkeit erfuhr in den Jahrzehnten nach dem Bürgerkrieg eine Fehde zwischen den Clans zweier Gründerfamilien – den Howards und Turners. Ähnlich wie die bekannte Fehde zwischen den Hatfields und McCoys im Grenzland zu West Virginia wurde auch diese von Bagatellstreitigkeiten ausgelöst, kostete während ihres Verlaufs mehrere Beteiligte das Leben und konnte schließlich nur durch massive staatliche Intervention beigelegt werden.

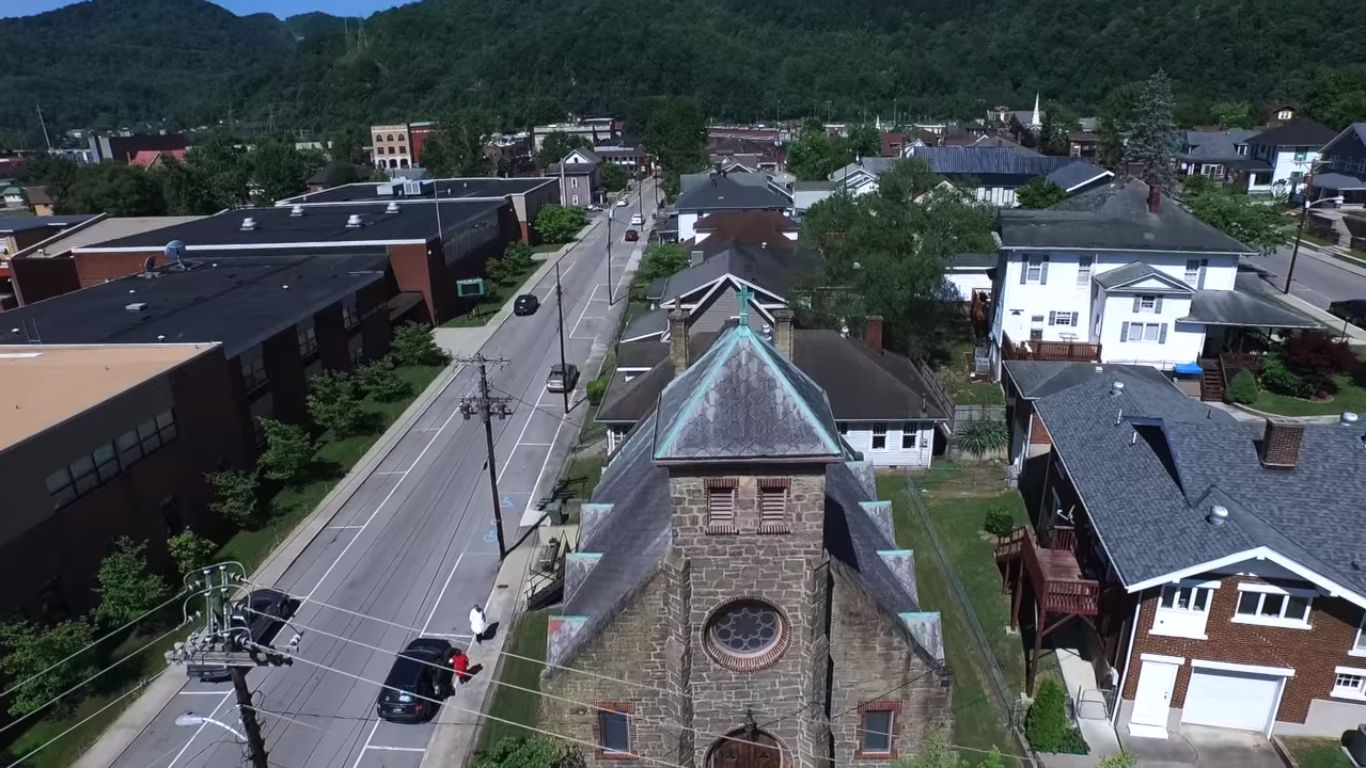
Stadtzentrum: East Central Street (2016)

Der Anschluss an das Schienennetz der Louisville and Nashville Railroad um die Jahrhundertwende milderte die Abgeschiedenheit der Region spürbar. 1912 beschloss der Stadtrat, Mt. Pleasant in Harlan umzubenennen. Erster Bürgermeister wurde George B. Turner. Im Zug des Kohleabbau-Booms, der die Stadt ebenso erfasste wie die umliegende Region, erfolgte ein rasches Wachstum der Einwohneranzahl. Lag diese im Jahr 1910 noch unter Tausend, wuchs die in den Jahrzehnten darauf auf rapide an (1920: 2647; 1930: 4327; 1940: 5122). Ebenso wie die anderen Ortschaften der Region war Harlan Schauplatz erbitterter, teils mit massiver Gewalt ausgetragener und als Coal Wars in die Gewerkschaftsgeschichte eingegangener Arbeitskämpfe. Ein Arbeitskampf, der für Schlagzeilen und bundesweite Aufmerksamkeit sorgte, war der sogenannte Harlan County War – eine von 1931 bis 1938 andauernde Streikserie, bei der Behörden und Staatsorgane sich offen auf die Seite der Minenbesitzer stellten und der unter anderem durch den Einsatz der Nationalgarde niedergeschlagen wurde. Ein weiterer Arbeitskampf entzündete sich 1973 auf der nahe Harlan gelegenen Brookside-Mine – eine Auseinandersetzung, die von der Filmemacherin Barbara Kopple in ihrem preisgekrönten Dokumentarfilm Harlan County U.S.A. dokumentiert wurde.
Der Schwerpunkt der Stadtentwicklung hatte sich nach dem Zweiten Weltkrieg mehr und mehr in Richtung Süden verlagert. Zwecks Vergrößerung der Stadtfläche wurde 1980 ein drei Meilen langer Streifen ins Stadtgebiet eingegliedert. Als Reaktion auf eine Flutkatastrophe 1977 wurde das Endstück des Clover Fork unter die Erde gelegt – eine Maßnahme, die unter anderem die Voraussetzung schaffen sollte für die Sanierung der älteren Stadtteile. Im Zug der Einstellung beziehungsweise Verlagerung des Kohleabbaus ist die Einwohnerzahl der Stadt stark gesunken. Stadt- und Countyverwaltung versuchen die Abwanderung unter anderem durch Maßnahmen zur Ankurbelung von Outdoor-Tourismus zu konterkarieren.
Ein Bezirk in der Stadt ist im National Register of Historic Places (NRHP) eingetragen (Stand 14. Oktober 2020), der Harlan Commercial District.

## Demografie
Dem Zensus aus dem Jahr 2000 zufolge hatte Harlan zu jener Zeit 2081 Einwohner und 926 Haushalte; 550 Familien wohnten in der Stadt. Die Bevölkerungsdichte betrug 459 Personen pro Quadratkilometer. Zur ethnischen Zusammensetzung lieferte die Volkszählung folgende Angaben: 91 % Weiße, 7 % Afroamerikaner, knapp 0,3 % Ureinwohner sowie jeweils zwischen 0,8 und 0,9 % Asiaten, Hispanics sowie Personen mit multiethnischer Herkunft.
Die 926 Haushalte setzten sich wie folgt zusammen: 24 % Kinder und Jugendliche unter 18 Jahren, 41,3 % verheiratete Paare, 14,4 % Alleinerziehende und 40,6 % Alleinlebende. Die durchschnittliche Personengröße pro Haushalt betrug 2,17, die durchschnittliche Familiengröße 2,91 Personen. Das durchschnittliche Alter betrug 42 Jahre, das Verhältnis von Frauen und Männern 100 zu 89,4.
Das mittlere Einkommen für einen Haushalt lag im Jahr 2000 bei 17.270 US-Dollar, das für eine Familie bei 29.135 US-Dollar. Das Pro-Kopf-Einkommen betrug 15.572 US-Dollar. 23,8 % der Familien und 32,4 % der Gesamtbevölkerung lebten unterhalb der Armutsgrenze. Überdurchschnittlich betroffen waren – mit Anteilen von 40 % und 20,6 % – Personen unter 18 und solche über 65.
Neuere Erhebungen – wie etwa der Zensus aus dem Jahr 2010 – bestätigen die aufgeführten Trends. Weiter verringert hat sich die Einwohnerzahl der Stadt. Im Jahr 2010 betrug sie 1745 Einwohner. Armut, Perspektivlosigkeit und Abwanderung machen sowohl Harlan als auch der umliegenden Region zu schaffen. Bedingt unter anderem durch den Rückgang des Kohlebergbaus, gilt der Kongress-Wahlkreis Kentucky 05 als ärmster Wahlbezirk der USA.

## Bildung und Medien
In Harlan präsent sind sowohl städtische Schuleinrichtungen als auch solche des umliegenden Counties. Die städtischen Harlan Independent Schools umfassen die drei Stufen Elementary, Middle und High. Die Harlan County High School wurde 2008 begründet und fasst die High Schools James A. Cawood, Evarts und Cumberland unter einem Dach zusammen.
Als Tageszeitung mit Sitz in Harlan erscheint von Montag bis Freitag die Harlan Daily Enterprise. Komplettiert wird das Medienangebot vor Ort durch lokale Radiostationen mit unterschiedlichem Musik- und Beitragsangebot.

## Kultur und mediale Widerspiegelung

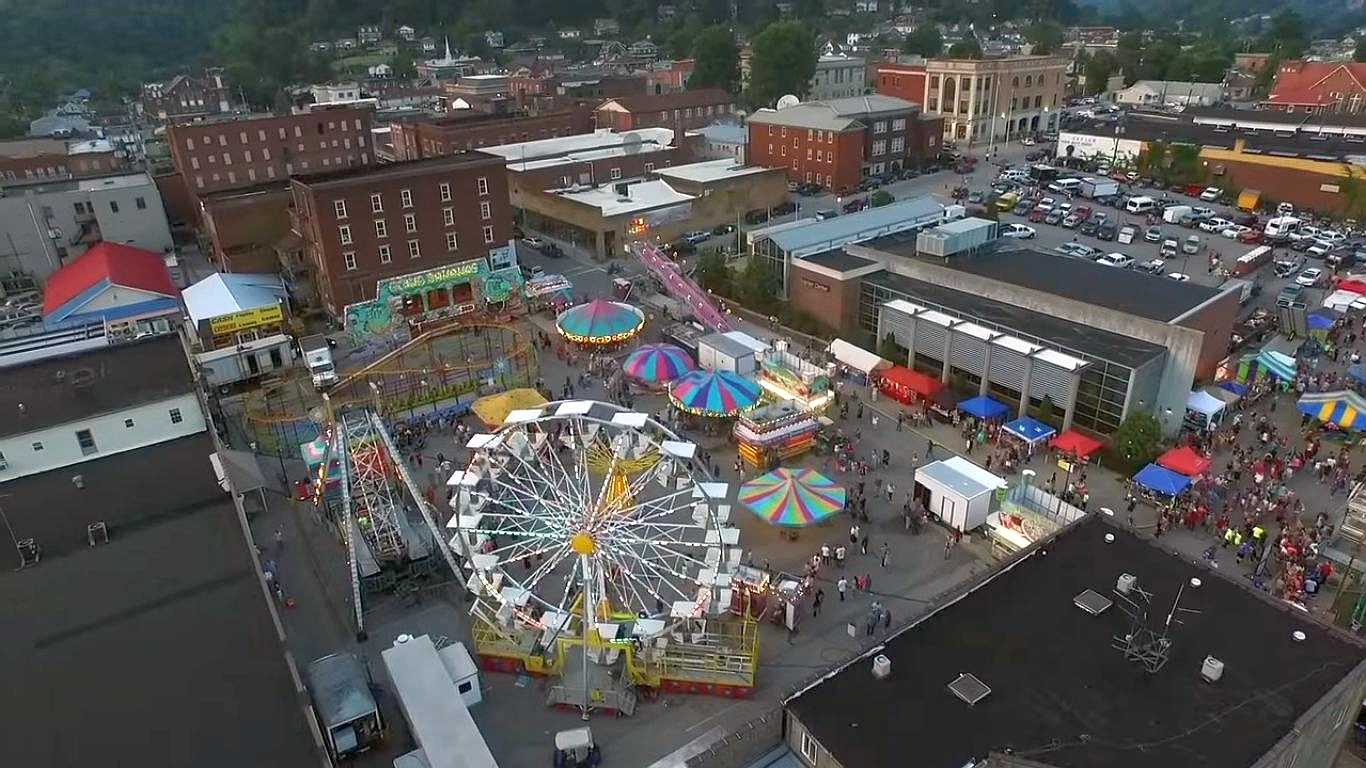
Harlan Poke Sallet (2016)

Überregional bekannteste Kulturattraktion von Harlan ist der Harlan Boys Choir (Spitzname: „The Singing Sons of Appalachia“), ein vom Harlan Independent District unterhaltener Knabenchor. Der Chor, der 1972 Teil des Schul-Curriculums wurde, absolvierte Auftritte inner- und außerhalb der Vereinigten Staaten und war 1989 Teil des musikalischen Rahmenprogramms während der Inauguration von Präsident George Bush. Als Stadtfest eine feste Einrichtung ist darüber hinaus das alljährlich (in der Regel im Monat Juni stattfindende) Poke Sallet Festival.
Aufgrund der Vergangenheit von Stadt sowie umliegender Region war Harlan auch in Filmen und Musikstücken wiederholt Schauplatz beziehungsweise Thema. Bekannt wurde der Dokumentarfilm Harlan County, USA von Barbara Kopple, der den 1970er-Jahre-Bergarbeiterstreik auf der nahegelegenen Brookside-Mine zum Inhalt hat. In fiktiver Form behandelt dieses Thema auch das TV-Drama Zeit der Gerechtigkeit (Originaltitel: Harlan County War) mit Holly Hunter aus dem Jahr 1980. Ein Nebenschauplatz ist Harlan darüber hinaus in dem Schwarze-Serie-Film Kilometerstein 375 (Originaltitel: Thunder Road) mit Robert Mitchum aus dem Jahr 1958.
Interesse an Stadt sowie umliegendem County weckte in jüngerer Zeit die Ausstrahlung der TV-Dramaserie Justified (2010–2015), deren Handlung zu maßgeblichen Teilen in Harlan sowie dem umliegenden County angesiedelt ist. In Harlan (beziehungsweise Harlan County) wurde zwar lediglich der Vorspann der Serie gedreht. Um den Serienbackground authentischer zu gestalten, begaben sich Angehörige der Film-Crew allerdings wiederholt vor Ort. Das Informationszentrum der Stadt trägt dieser Verbindung mit einer Vitrine Rechnung, welche unterschiedliche Gegenstände mit Bezug zur Serie ausstellt.
Stadt wie umliegende Gegend wurden in unterschiedlichen Musikstücken thematisiert: etwa dem Darrell-Scott-Song You’ll Never Leave Harlan Alive (der auch in der Serie Justified Verwendung fand), Harlan Man von Steve Earle, Harlan County Line von Dave Alvin sowie Goin’ Back to Harlan, einem Song von Anna McGarrigle, der in der Version von Emmylou Harris breiter bekannt wurde.

## Söhne und Töchter der Stadt
- Nick Lachey (* 1973), Sänger und Schauspieler